# 宋翼明
宋翼明（1612年—？），字以之，號長公，山東萊州府平度州濰縣籍，膠州人，明末清初政治人物。

## 生平
崇禎六年（1633年）癸酉科山东乡试第三十名举人，七年（1634年）甲戌科三甲第一百九名进士。礼部观政，八年（1635年）授宝鸡县知县，九年（1636年）调用，十年（1637年）补大名府照磨，十一年（1638年）升汾州府推官，十二年（1639年）升刑部陕西司主事，十三年（1640年）改兵部武库司主事，升员外郎，升车驾司郎中，十月升湖广布政使司参议，十四年（1641年）改河南布政使司参议。
入清后，順治十一年（1654年）正月起为广东按察司佥事、兵备罗定。

## 家族
曾祖宋宦；祖父宋思常；父宋士清。